# Чекота
Чекота (англ. Checotah) — місто (англ. city) в США, в окрузі Макінтош штату Оклахома. Населення — 3018 осіб (2020). Назване на честь Самюела Чекоте (Samuel Checote) — першого вождя визнаного на федеральному рівні племені маскокі Creek Nation після Громадянської війни (1861-1865). В 2000 населення становило 3,481.
Місто є батьківщиною великої кількості старовинних алей, його центр має значну історію. Відоме деякими місцями битв часу Громадянської війни. У Чекоті народилась знаменита кантрі-співачка, переможниця 4 сезону американського реаліті-шоу «American Idol», Керрі Андервуд. Також тут народилися співаки Мел МакДаніель (англ. Mel McDaniel) та Пол Х. Карр (англ. Paul H. Carr).
Міжміський телефонний код — 918, поштовий індекс — 74426.

## Географія
Чекота знаходить на висоті 199 м над рівнем моря. Поряд має трасу I-40 і U.S. Route 69, а також озеро Юфала (англ. Eufaula Lake), яке є одним із найбільших штучних озер у країні та має 1 030 км берегової лінії.
Чекота розташована за координатами 35°28′57″ пн. ш. 95°31′22″ зх. д. / 35.48250° пн. ш. 95.52278° зх. д. (35.482436, -95.522818).  За даними Бюро перепису населення США в 2010 році місто мало площу 23,36 км², з яких 23,19 км² — суходіл та 0,17 км² — водойми.

## Демографія

### Перепис 2010
Згідно з переписом 2010 року, у місті мешкало 3335 осіб у 1328 домогосподарствах у складі 909 родин. Густота населення становила 143 особи/км².  Було 1528 помешкань (65/км²).
Расовий склад населення:
| - 63,7 % — білих - 20,4 % — корінних американців - 5,9 % — чорних або афроамериканців - 1,0 % — азіатів |

До двох чи більше рас належало 8,6 %. Частка іспаномовних становила 2,1 % від усіх жителів.
За віковим діапазоном населення розподілялося таким чином: 25,9 % — особи молодші 18 років, 54,9 % — особи у віці 18—64 років, 19,2 % — особи у віці 65 років та старші. Медіана віку мешканця становила 39,7 року. На 100 осіб жіночої статі у місті припадало 86,5 чоловіків;  на 100 жінок у віці від 18 років та старших — 80,6 чоловіків також старших 18 років.
Середній дохід на одне домашнє господарство  становив 40 543 долари США (медіана — 31 917), а середній дохід на одну сім'ю — 48 302 долари (медіана — 39 940). За межею бідності перебувало 28,0 % осіб, у тому числі 37,2 % дітей у віці до 18 років та 12,0 % осіб у віці 65 років та старших.
Цивільне працевлаштоване населення становило 1012 особи. Основні галузі зайнятості: мистецтво, розваги та відпочинок — 19,8 %, роздрібна торгівля — 18,8 %, освіта, охорона здоров'я та соціальна допомога — 17,9 %.

### Перепис 2000
За даними 2000 року в місті проживало 3,481 жителів, було 1,389 домашніх господарств і 912 сімей. Серед населення було 67,91% європейців, 6,92% афроамериканців, 15,91% американських індійців, 1,29% латиноамериканців, 0,23% азіат, 0,09% жителів із тихоокеанських островів. 31,5% населення становили діти молодші 18 років, 44,9% одружені пари, 17,7% розведені жінки, 34,3% не мали сім'ї. 26,1% жителів віком до 18 років, 8,2% — від 18 до 24 років, 23,7% — від 25 до 44 років, 20,3% — від 45 до 64 років, 21,7% мали 65 років і старше. Середній вік становив 39 років. На кожні 100 жінок припадало 77,7 чоловіків; на кожні 100 жінок, яким було 18 років і старше, припадало 72,5 чоловік.
Середній дохід на сім'ю в рік становив $30,741. У чоловік він був $26,094, у жінок $17,298. 16,1% сімей в місті були за межею бідності.

## Згадування міста в культурі
Американська співачка Керрі Андервуд написала пісню «I Ain't in Checotah Anymore», яку присвятила своєму рідному місту. Пісня входить до її дебютного альбому «Some Hearts».

## Відомі персони, що народились у Чекоті
- Пол Х. Карр (англ. Paul H. Carr) — отримав «Silver Star».
- Джим Г. Лукас — військовий кореспондент, виграв премію Пулітцера.
- Керрі Андервуд — кантрі-співачка, володарка декількох Греммі.
- Мел МакДаніель (англ. Mel McDaniel) — кантрі-співак.